# Forças da Guarda Fronteiriça
As Forças da Guarda Fronteiriça ou Forças de Guarda de Fronteira (birmanês:  နယ်ခြားစောင့်တပ်; em inglês:  Border Guard Forces, abreviado BGF) são subdivisões do Tatmadaw (Forças Armadas de Mianmar) consistindo de antigos grupos insurgentes em Mianmar sob a instrução de Comandos Militares Regionais. O governo anunciou o seu plano de criar Forças de Guarda de Fronteira em Abril de 2009, na esperança de pôr fim às hostilidades entre o governo e os grupos insurgentes que antecederam as eleições gerais de 2010.

## História
Em 2008, a nova constituição tornou obrigatório que grupos insurgentes fizessem a transição para uma Força da Guarda Fronteiriça antes que o governo concordasse em se envolver em negociações de paz. Após o anúncio do governo sobre as Forças da Guarda Fronteiriça, o mesmo estabeleceu um prazo para que todos os grupos insurgentes fizessem a transição, e que todos os acordos de cessar-fogo antes do prazo se tornariam "nulos e sem efeito". O prazo foi originalmente definido para junho de 2009, mas foi adiado cinco vezes até setembro de 2010.
Em abril de 2009, o tenente-general Ye Myint liderou uma comitiva governamental para se reunir com os grupos insurgentes Kokangs, Xãs e Was, para discutir planos para criar "segurança coletiva" formada por grupos insurgentes e sob o comando do Tatmadaw, o que acabaria por levar à criação das Forças de Guarda de Fronteira. Em 2009, quatro dos grupos insurgentes, o Exército Democrático Budista dos Karen, o Exército de Defesa Kachin, o Novo Exército Democrático - Kachin (NDA-K) e o Exército/Organização Nacional Pa-O (PNO/A), aceitaram os termos do plano de transição e se transformaram em grupos Forças da Guarda Fronteiriça.
Em 20 de agosto de 2009, soldados do Tatmadaw e grupos recém transferidos para as Forças da Guarda Fronteiriça reuniram-se fora da cidade de Laukkai, Kokang, em preparação para uma tentativa de recapturar a cidade do Exército da Aliança Democrática Nacional de Mianmar (MNDAA), depois de se terem recusado a transformar-se numa Força da Guarda Fronteiriça.
Em 2010, um poderoso comandante do DKBA, Saw Chit Thu, aceitou as exigências do governo mianmarense para se transformar na Força de Guarda de Fronteira, sob o comando do Tatmadaw e servindo como líder.
O governo mudaria sua postura agressiva em relação as Forças da Guarda Fronteiriça e cessar-fogo em 18 de agosto de 2011, quando o então presidente de Mianmar, Thein Sein, prometeu "tornar a questão étnica uma prioridade nacional" ao oferecer um diálogo aberto entre o governo e todos os grupos insurgentes, sem a exigência da Forças da Guarda Fronteiriça.

## Estrutura
Não existem diretrizes governamentais oficiais relativas as Forças da Guarda Fronteiriça, mas existem linhas na constituição birmanesa que as fazem referência. As seguintes são regras de facto definidas pelo Tatmadaw na criação das Forças de Guarda de Fronteira:
- Forças da Guarda Fronteiriça podem operar somente na área que lhes é designada pelo governo
- Todos os membros de uma Força da Guarda Fronteiriça devem receber o mesmo salário de um soldado regular no Tatmadaw
- Cada Força da Guarda Fronteiriça deve ter exatamente 326 membros, 30 dos quais devem ser soldados regulares do Tatmadaw
- Posições administrativas importantes devem ser ocupadas somente por soldados do Tatmadaw